# إف إل تي سات كوم

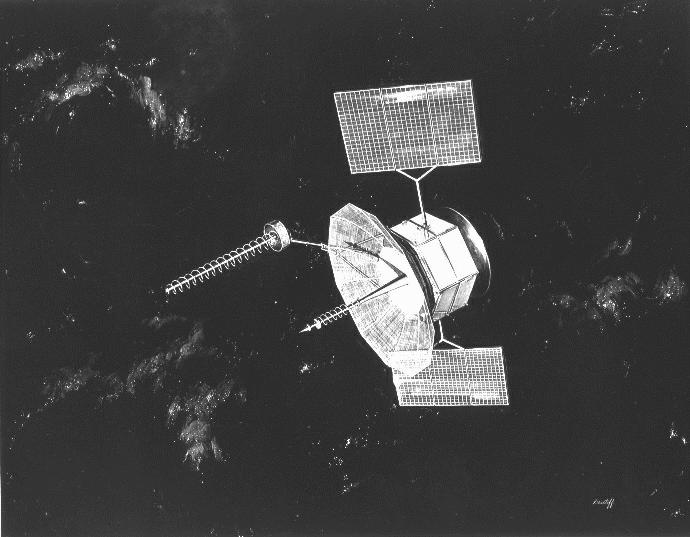

FLTSATCOM هو نظام اتصالات للبحرية الأمريكية لم يعد في الخدمة الآن. وهو نظام اتصالات كان يبث على موجات ال UHF لتأمين الاتصالات بين الغواصات الأمريكية والسفن والطائرات ومقرات القيادة. في التسعينات تم استبدال هذه المكوكات بمكوكات أوفو UFO.
| قمر صناعي   | تاريخ الإطلاق | الصاروخ                  | ملاحظات               |
| ----------- | ------------- | ------------------------ | --------------------- |
| FLTSATCOM 1 | 9. 02 1978    | Atlas-SLV3D Centaur-D1AR | بنجاح                 |
| FLTSATCOM 2 | 4. 05 1979    | Atlas-SLV3D Centaur-D1AR | بنجاح                 |
| FLTSATCOM 3 | 18. 01 1980   | Atlas-SLV3D Centaur-D1AR | بنجاح                 |
| FLTSATCOM 4 | 31. 10 1980   | Atlas-SLV3D Centaur-D1AR | بنجاح                 |
| FLTSATCOM 5 | 6. 08 1981    | Atlas-SLV3D Centaur-D1AR | تحطم عند الإطلاق      |
| FLTSATCOM 7 | 5. 12 1986    | Atlas-G Centaur-D1AR     | بنجاح                 |
| FLTSATCOM 6 | 27. 03 1987   | Atlas-G Centaur-D1AR     | تحطم بسبب تعرضه للرعد |
| FLTSATCOM 8 | 25. 09 1989   | Atlas-G Centaur-D1AR     | بنجاح                 |